# 戦国のろし祭り
戦国のろし祭り（せんごくのろしまつり）は、富山県魚津市で毎年5月下旬に開催される祭りである。メイン会場は松倉城およびその支城である升方城会場として、魚津もくもくホールで行われる。
1992年（平成4年）5月31日に、第1回が開催された。2017年（平成29年）より、あいの風とやま鉄道魚津駅前通りなどで行われている「よっしゃ来い!!CHOUROKUまつり」と連携し同日開催とすることになり、両会場を結ぶシャトルバスが運行される。
戦国時代の魚津をしのんで行う祭りで、戦国武者行列、郷土芸能、山城鍋、戦国茶屋、砂金取りなどのイベントが行われている。松倉城および升方城跡、魚津もくもくホール周辺で、のろしもあげられる。